# Faro di Berry Head
Il faro di Berry Head si trova sull'omonimo promontorio nei pressi della cittadina di Brixham, nella contea di Devon nella regione di Sud Ovest dell'Inghilterra.
È gestito da Trinity House, l'autorità britannica per i fari.

## Storia
Il faro è stato costruito nel 1906 e convertito ad acetilene nel 1921. Nel 1994 è stato ammodernato ed elettrificato.

## Struttura
Grazie alla sua posizione elevata, non era necessaria una vera torre: si tratta infatti del più piccolo faro dell'Inghilterra, ma allo stesso tempo è anche il più alto, in termini di elevazione sul livello del mare, di tutta la costa sud della Gran Bretagna.
Si tratta in pratica di una lanterna costruita direttamente sul piano del terreno: il volume A di Admiralty List of Lights & Fog Signals riporta una altezza di 5 metri, ma in realtà se non si considera la banderuola in cima alla cupola, è alta circa tre metri.
Collegato alla minuscola torre c'è un piccolo fabbricato di servizio ad un piano, della stessa altezza, ed un secondo fabbricato separato.